# Aadhaar
Aadhaar est un système d'identification de la population de l'Inde fondé sur la biométrie. Il est géré par l'Unique Identification Authority of India. Le système comprend un  numéro d'identification national à 12 chiffres associés à chaque personne en plus de données biométriques, comprenant la photographie des iris, la photographie du visage et les empreintes digitales. Le projet intègre également des données plus usuelles, comme le nom, le sexe, la date et le lieu de naissance.
En 2018, le programme Aadhaar est le seul projet d'identification numérique étatique qui ne prend pas appui sur des registres d'état civil.

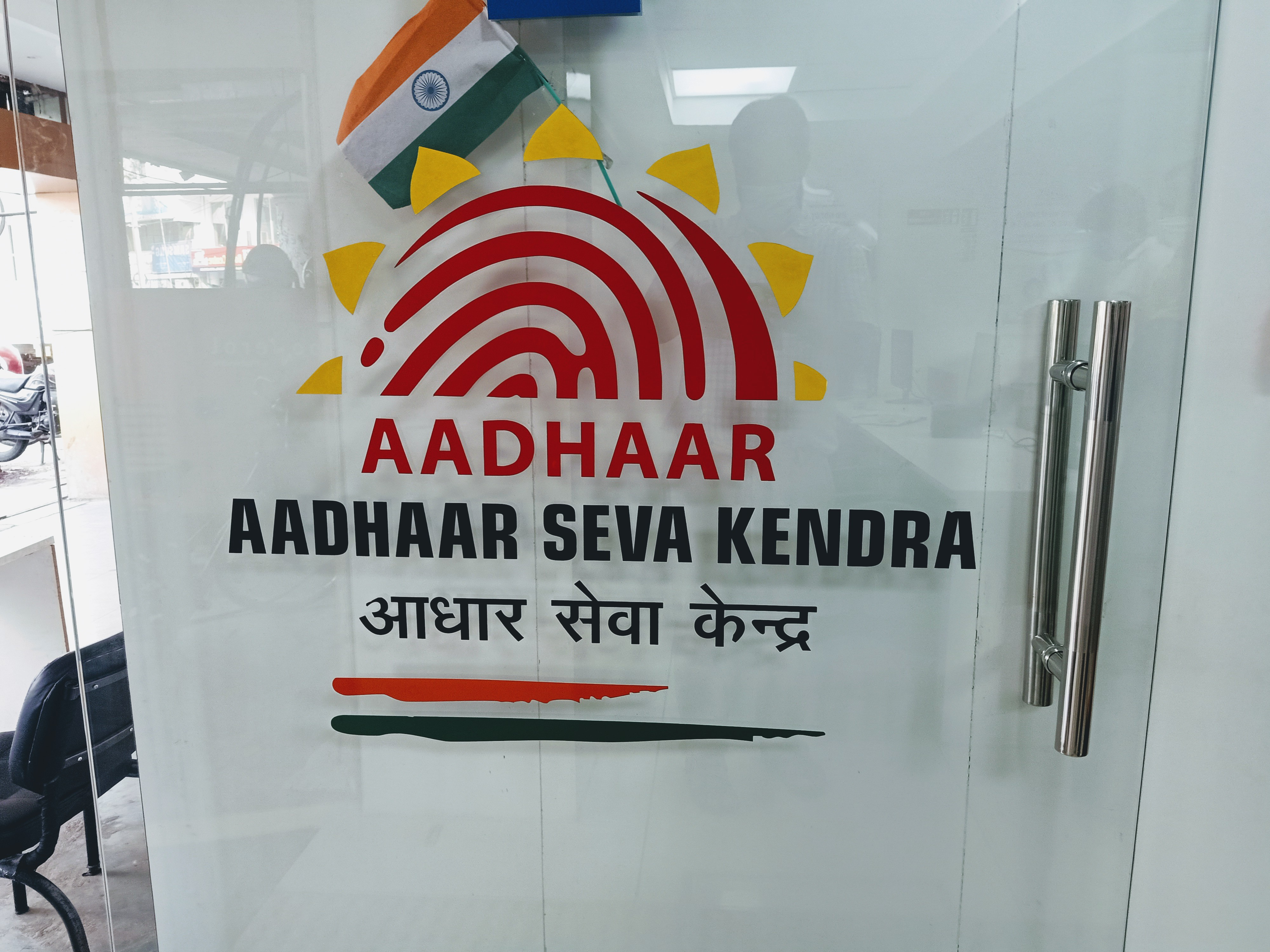
Aadhaar Seva Kendra, Bhopal

## Histoire
Le projet est lancé en septembre 2010, avec l'aide de Safran et de NEC,.
En avril 2013, 310 millions de personnes ont été recensées par ce système.
En 2014, le projet recensait déjà 650 millions de personnes, pour un coût de 400 millions de dollars,.
En janvier 2016, le projet avait identifié 960 millions de personnes.

## Fonction
L'économiste en chef de la banque mondiale a décrit Aadhaar comme « le programme d'identification le plus sophistiqué au monde ». Considéré comme une preuve de résidence et non comme une preuve de citoyenneté, il n'accorde aucun droit de résidence en Inde.
Le gouvernement a poussé les citoyens à associer leurs numéros à une multitude de services, notamment des cartes SIM mobiles, des comptes bancaires, nombre de régimes de sécurité sociale.

## Technique
Le groupe français Idemia est le fournisseur des capteurs biométriques d'empreinte digitale et d'iris.

## Controverse
En janvier 2018, une enquête du journal Indien The Tribune, révèle que le système est très sensible à la corruption du fait de sa structuration technique et en l’absence de gouvernance claire et d'autorités de contrôle. Pour 500 roupies (un peu plus de 6 euros), il est possible d’acheter une identité numérique qui en plus de donner accès aux services habituels, permet de consulter l’ensemble des informations de presque un milliard de citoyens indiens. À la suite de cet incident, de nombreuses personnalités du pays appellent à la fermeture du programme, jugé anticonstitutionnel et portant trop de menaces sur la vie privée des citoyens.

## Articles Connexes
- Identité numérique
- Biométrie